# 小穗薹草
小穗薹草（学名：Carex dichroa）为莎草科薹草属的植物。分布于蒙古、俄罗斯以及中国大陆的内蒙古等地，生长于海拔2,000米至3,000米的地区，多生长于沼泽地、湖边及河岸边的潮湿地，目前尚未由人工引种栽培。